# Liste des unités de la Légion étrangère
Cet article donne la liste des principales unités de la Légion étrangère qui ont été créées depuis 1831.
Les unités ne sont citées qu'une seule fois en fonction de la date de leur première création. Une unité dissoute puis recréée sous le même nom n'apparait qu'une seule fois.
Le dernier paragraphe récapitule les unités actuellement en service.

## XIXesiècle
- Légion étrangère (1re formation) - 9 mars 1831
- Deuxième légion (2e formation) - 3 février 1836
- 1er régiment étranger -  1er avril 1841
- 2e régiment étranger d'infanterie - 1er avril 1841

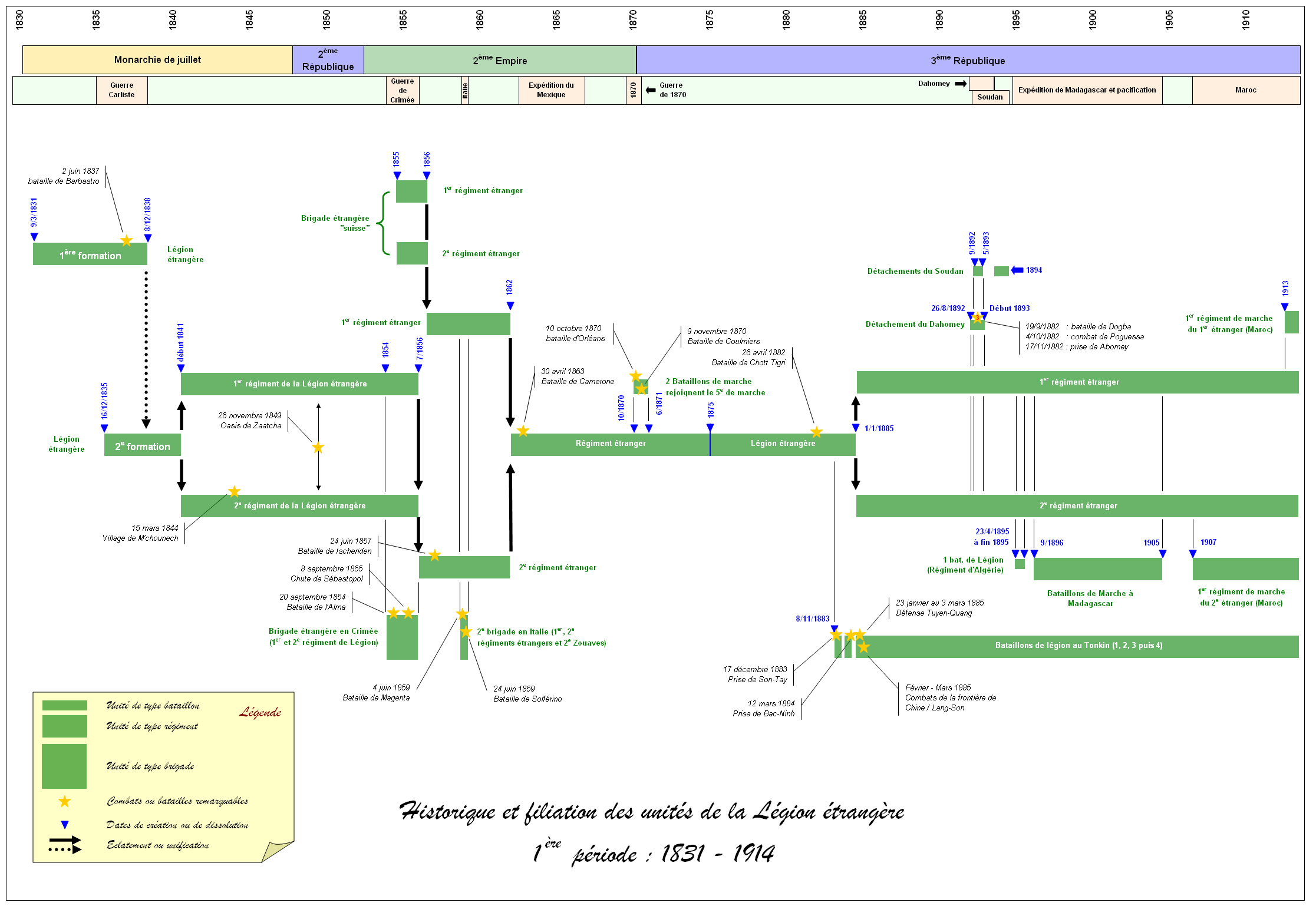
Historique et filiation des principales unités de la Légion étrangère (1831 à 1913).

- Brigade étrangère (nom donné en 1854 au regroupement des deux régiments étrangers lors de la guerre de Crimée)
- Compagnies montées - 1881
- Compagnies et escadrons sahariens de la Légion étrangère - CSPLE et ESPLE - 1901
- 1er régiment de marche du 2e étranger - 1907
- 1er régiment de marche du 1er étranger - 1913

## Première Guerre mondiale
- 2e régiment de marche du 2e étranger - fin août 1914
- 2e régiment de marche du 1er étranger - septembre 1914
- 3e régiment de marche du 1er étranger (première appellation : régiment de marche de la Légion étrangère du camp retranché de Paris) - 4 septembre 1914
- 4e régiment de marche du 1er étranger - 5 novembre 1914
- Régiment de marche de la Légion étrangère - RMLE - 11 novembre 1915

## Entre-deux guerres
- 3e régiment étranger d'infanterie - 3e REI ex RMLE - 15 novembre 1920
- 4e régiment étranger d'infanterie - 4e REI - 15 novembre 1920
- 1er régiment étranger de cavalerie - 1er REC - 1921
- Demi-brigade de Légion étrangère - 2 août 1930
- 5e régiment étranger d'infanterie  - 5e REI - 1er septembre 1930
- Commandement de la Légion étrangère - appellations successives IILE (1931), GALE (1950), COLE (1955), ITLE (1957), GLE (1972) et COMLE (1984) - 1er avril 1931
- Dépôt commun de la Légion étrangère - appellations successives DCRE (1933) et DCLE (1950) - 13 octobre 1933
- 2e régiment étranger de cavalerie - 1er juillet 1939

## Seconde Guerre mondiale
- Régiments de marche de volontaires étrangers - 1er,2e, 3e RMVE - 29 septembre 1939 devenant 21e,22e, et 23e RMVE
- 6e régiment étranger d'infanterie - 6e REI - 1er octobre 1939
- 11e régiment étranger d'infanterie - 11e REI - 6 novembre 1939
- Groupement de reconnaissance divisionnaire no 97 GRD no 97 (première appellation GRDI 180) - 1er décembre 1939
- 12e régiment étranger d'infanterie - 12e REI - 24 février 1940
- 13e demi-brigade de Légion étrangère - 13e DBLE (première appellation 13e Demi Brigade Légère de Montagne) - Devient 13e DBLE le 12 novembre 1940.
- 21e régiments de marche de volontaires étrangers - 21e RMVE première appellation 1er RMVE - 29 septembre 1939
- 22e régiments de marche de volontaires étrangers - 22e RMVE première appellation 2e RMVE- 24 octobre 1939
- 23e régiments de marche de volontaires étrangers - 23e RMVE - première appellation 3e RMVE-Mai 1940

## Décolonisation

### Guerre d'Indochine
- Compagnie de discipline des régiments étrangers en Extrême-Orient - CDRE/EO - 1er juin 1946
- Compagnie de passage de Saïgon - CPLE - 1er mai 1947
- Train blindé de la Légion étrangère - 1948
- 1er régiment étranger de parachutistes - appellations successives 1er BEP (1948) et 1er REP (1955) - 1er juillet 1948
- 2e régiment étranger de parachutistes - appellations successives 2e BEP (1948) et 2e REP (1955) - 9 octobre 1948
- 3e régiment étranger de parachutistes - appellations successives 3e BEP (1949) et 3e REP (1955) - novembre 1949
- Compagnie étrangère de ravitaillement par air - CERA - 1er janvier 1951
- 1re compagnie étrangère parachutiste de mortiers lourds - 1re CEPML - 1er septembre 1953

## Après 1962
- 61e bataillon mixte de Génie Légion - 1963
- 5e régiment mixte du Pacifique - 5e RMP (ex 5e REI) - 1er octobre 1963
- 5e compagnie de transport gros porteurs - 5e CTGP - 1er mai 1965
- Détachement de Légion étrangère de Mayotte - appellations successives DLEC (1973) et DLEM (1975)  - 2 août 1973
- 6e régiment étranger de génie - 6e REG - 1er juillet 1984
- 1er régiment étranger de génie - 1er REG (ex 6e REG) - 1er juillet 1999
- 2e régiment étranger de génie - 2e REG - 1er juillet 1999
- Groupement du recrutement de la Légion étrangère - GRLE - 1er juillet 2007

## Unités actives
- Commandement de la Légion étrangère - COMLE
- Groupement du recrutement de la Légion étrangère - GRLE
- 1er régiment étranger - 1er RE (régiment administratif)
- 2e régiment étranger d'infanterie - 2e REI
- 3e régiment étranger d'infanterie - 3e REI
- 4e régiment étranger - 4e RE (régiment d'instruction)
- 5e régiment étranger - 5e RE  (recréé en 2024 à partir du détachement de Légion étrangère de Mayotte)
- 13e demi-brigade de Légion étrangère - 13e DBLE
- 1er régiment étranger de génie - 1er REG
- 2e régiment étranger de génie - 2e REG
- 2e régiment étranger de parachutistes - 2e REP
- 1er régiment étranger de cavalerie - 1er REC
- Musique de la Légion étrangère

## Sources et bibliographie
- Le livre d’or de la Légion étrangère (1831-1955), Jean Brunon et Georges Manue, éditions Charles Lavauzelle et Cie, 1958.
- Henri le Mire, Histoire de la Légion : de Narvik à Kolwesi, Paris, A. Michel, 1978, 334 p. (ISBN 978-2-226-00694-3, OCLC 489918939)
- Division communication et information de la Légion étrangère
- Division histoire et patrimoine de la Légion étrangère
- Monsieur légionnaire - Général (cr) Hallo Jean - Lavauzelle - 1994